# Mordehai Milgrom

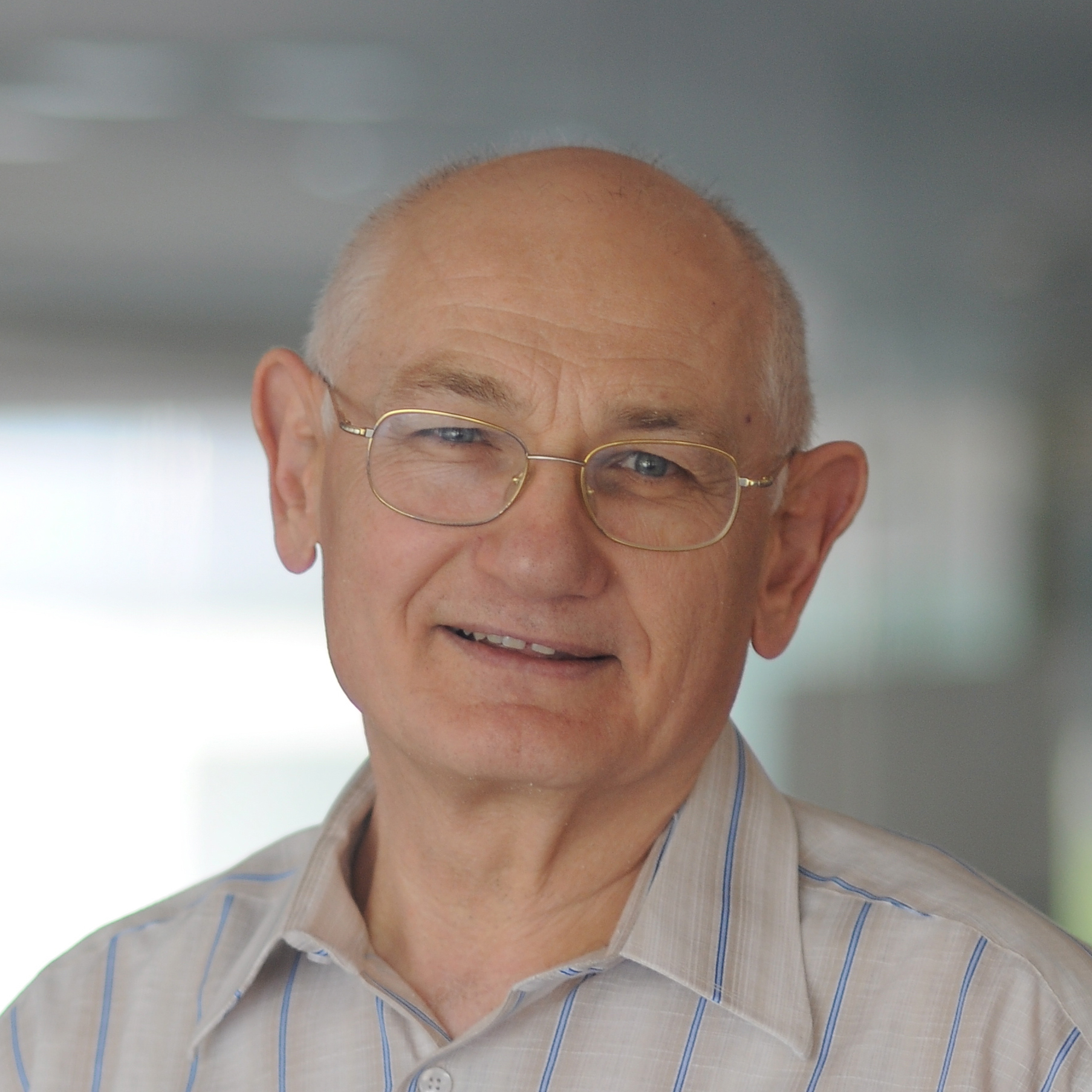
Mordehai Milgrom år 2010.

Mordehai Milgrom är en israelisk fysiker, verksam vid avdelningen för den Kondenserade materiens fysik vid Weizmann Institutet, Rehovot.  Professor Milgroms forskning kretsar främst kring:  
1. Galaxdynamik: problemet med mörk materia; alternativa förklaringar på "dark-matter" problemet; kosmologi.
2. Högenergiastrofysik: ultra högenergetisk kosmisk strålning; gammablixtar; gamma- och röntgenkällor.

Moti Milgrom är mest känd som upphovsmannen till begreppet MOND.